# Bergisch Gladbach (stacja kolejowa)
Bergisch Gladbach – stacja kolejowa w Bergisch Gladbach, w kraju związkowym Nadrenia Północna-Westfalia, w Niemczech. Stacja została otwarta w 1868. Znajdują się tu 1 peron. Według klasyfikacji Deutsche Bahn posiada kategorię 3.